# Trägerfrequenzsignal-Relaisstation
Eine Trägerfrequenzsignal-Relaisstation ist eine Einrichtung von einem Energieversorgungsunternehmen, bei der ein Trägerfrequenzsignal von einer Trägerfrequenzanlage auf einer Hochspannungsleitung auf eine neue Trägerfrequenz umgesetzt und verstärkt wird, wobei die Entnahme und Einspeisung des Signals über spezielle Schwingkreise erfolgt. Da Trägerfrequenzsignale mehrere hundert Kilometer auf Stromleitungen zurücklegen können, existieren solche Einrichtungen nur bei sehr langen Leitungen.
Heute werden zur Kommunikation zwischen weit entfernten Einrichtungen von Energieversorgungsunternehmen bevorzugt leistungsfähige Glasfaserleitungen eingesetzt.
Bei den Trägerfrequensystemen der Post und der Nachrichtentechnik wurden diese Funktionen häufig von einem Verstärkeramt übernommen.

## Beispiele
- Ortigueira der HGÜ Itaipú